# Tomocerina
Tomocerina är ett släkte av urinsekter. Tomocerina ingår i familjen långhornshoppstjärtar.
Släktet innehåller bara arten Tomocerina minuta.